# TNA Hall of Fame
O TNA Hall of Fame é um hall da fama que homenageia lutadores profissionais e personalidades do wrestling que contribuíram para a história da promoção de wrestling Total Nonstop Action Wrestling (TNA), com sede nos EUA.
Foi estabelecida em 2012 e criada como parte da comemoração dos 10 anos da promoção. Os homenageados geralmente são anunciados no Slammiversary ou nos episódios do Impact!, e a cerimônia ocorre antes do Bound for Glory.
A partir de 2021, houve 9 empossados no total; oito individualmente e uma indução em grupo.

## Datas e locais da cerimônia
| Date                  | Location              | Venue                               | Associated event             |
| --------------------- | --------------------- | ----------------------------------- | ---------------------------- |
| 13 de outubro de 2012 | Phoenix, Arizona      | Pointe Hilton Tapatio Cliffs Resort | Bound for Glory              |
| 19 de outubro de 2013 | San Diego, California | San Diego Marriott Mission Valley   | Bound for Glory              |
| 11 de outubro de 2014 | Tóquio, Japão         | Korakuen Hall                       | Bound for Glory              |
| 27 de junho de 2015   | Orlando, Florida      | Universal Studios                   | Impact Wrestling             |
| 3 de outubro de 2015  | Salem, Virginia       | Salem Civic Center                  | Road to Bound for Glory Tour |
| 2 de outubro de 2016  | Orlando, Florida      | Universal Studios                   | Bound for Glory              |
| 13 de outubro de 2018 | Manhattan, Nova York  | McHale's Pub                        | Bound for Glory              |
| 24 de outubro de 2020 | Nashville, Tennessee  | Skyway Studios                      | Bound for Glory              |
| 23 de outubro de 2021 | Sunrise Manor, Nevada | Sam's Town Live                     | Bound for Glory              |